# Iacopo Bortolas
Iacopo Bortolas (Cavalese, 7 giugno 2003) è un combinatista nordico italiano.

## Biografia

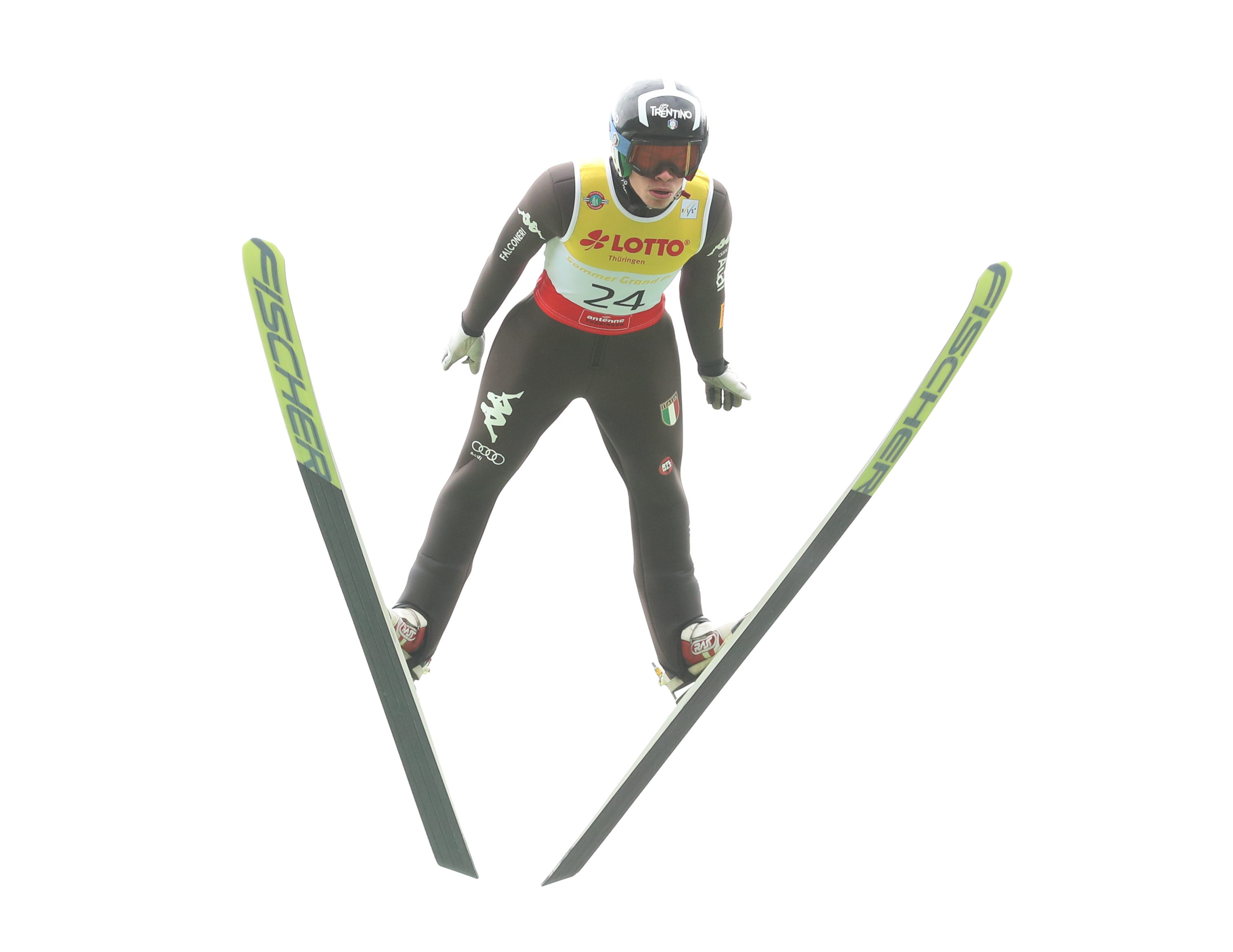
Iacopo Bortolas in gara al Grand Prix 2021 di Oberhof

Originario di Tesero e attivo dal gennaio del 2016, è stato arruolato nella Guardia di Finanza il 12 novembre 2020 e da allora gareggia nel Gruppo Sportivo Fiamme Gialle, allenato da Andrea Bezzi e Ivo Pertile. Ai III Giochi olimpici giovanili invernali di Losanna 2020 si è classificato 18º nel trampolino normale; ha esordito in Coppa del Mondo il 20 marzo 2021 a Klingenthal (49º) e ai Giochi olimpici invernali a Pechino 2022, dove si è piazzato 33º nel trampolino normale, 39º nel trampolino lungo e 9º nella gara a squadre. Ai Mondiali juniores di Zakopane/Lygnasæter 2022 ha vinto la medaglia d'argento nella gara a squadre mista e a quelli di Whistler 2023 la medaglia d'oro nel trampolino normale e quella di bronzo nella gara a squadre mista; ai Mondiali di Planica 2023, sua prima presenza iridata, è stato 33º nel trampolino normale, 34º nel trampolino lungo e 6º nella gara a squadre e a quelli di Trondheim 2025 si è classificato 36º nel trampolino lungo.

## Palmarès

### Mondiali juniores
- 3 medaglie:
  - 1 oro (trampolino normale a Whistler 2023)
  - 1 argento (gara a squadre mista a Zakopane/Lygnasæter 2022)
  - 1 bronzo (gara a squadre mista a Whistler 2023)

### Coppa del Mondo
- Miglior piazzamento in classifica generale: 52º nel 2024